# Franz Josef Danner
Franz Josef Danner (* 8. Dezember 1984 in Eberstalzell) ist ein österreichischer Schauspieler und Autor.

## Leben
Danner wuchs in Pettenbach bei Kirchdorf an der Krems auf. 2004 absolvierte er die Lehrabschlussprüfung zum Schlossergesellen und 2005 den achtmonatigen Grundwehrdienst. Seine Schauspielausbildung absolvierte er in Berlin von 2005 bis 2008 bei einer privaten Schauspielschule.
Seine ersten Bühnenerfahrungen machte er 2004 im Petenbacher Theaterverein „Kunstbretll age“, dort spielte er unter anderem auch R.P.Mcmurphy in Einer flog über das Kuckucksnest was 2010 im  Linzer Landestheater im Zuge der Kammerspiele aufgeführt wurde. Seit 2015 spielt er regelmäßig für die „Stagedive Theater Produktion“ in Krimidinner-Kabaretts mit.
2015 spielte er eine kleine Rolle im Land-Krimi Der Tote am Teich, seit 2018 ist er festes Mitglied des Ensembles als Kevin Gottlieb Ganslinger bei Meiberger – Im Kopf des Täters.
2021 spielt er 4 verschiedene Rollen in der Streaming-Serie "WTF Happend" auf A1 nowTV.

## Theater
- 2007: Gutes Wedding schlechtes Wedding, Prime Time Theater / Berlin
- 2015: Kreativ Morden, Stagedive / Wien
- 2016: Leseprobe, Stagedive / Wien
- 2018: Killer Con Carne, Stagedive / Wien
- 2020: Garten Gift Zwerge, Stagedive / Wien

## Film
- 2021: The Indian
- 2015: Der Tote am Teich
- 2016: Der Spiegel
- 2016: Know your number
- 2019: Inhumanity
- 2019: Portae Infernales
- 2018–2020: Meiberger – Im Kopf des Täters
- 2021: Suchtpotential
- 2021: Meiberger – Mörderisches Klassentreffen (Fernsehfilm)
- 2021: WTF happened
- 2022: Totenfrau (Fernsehserie)